# Габово (Юсьвинское сельское поселение)
Габово — деревня в Юсьвинском муниципальном округе Пермского края России.

## Географическое положение
Деревня расположена в западной части Юсьвинского муниципального округа на расстоянии примерно 5 километров на восток по прямой от села Юсьва. 

## История
Известна с 1700 года как «деревня Ик на речке на Ике». В разные годы дореволюционного периода названия деревни в документах менялись: Карпунева, Баяндина, Семенова, Рудакова, починок Габов. В 1961 году в  Габово проживало 215 человек. До 2020 года деревня входила в состав Юсьвинского сельского поселения Юсьвинского района.     

## Климат
Климат умеренно-континентальный. Средняя температура июля +17,7°С, января –15,8°С. Среднегодовое количество осадков составляет 664 мм, причем максимальное суточное количество достигает 68 мм, наибольшая высота снежного покрова 66-93 см. Средняя температура зимой  (январь)- 15,8°С (абсолютный минимум - 53°С), летом (июль)+ 17,7 °С (абсолютный максимум + 38°С). Заморозки в воздухе заканчиваются в III декаде мая, но в отдельные годы заморозки отмечаются в конце апреля или начале июня. Осенние заморозки наступают в первой-начале второй декаде сентября. Средняя продолжительность безморозного периода 100 дней.

## Население
Постоянное население составляло 32 человек (100% коми-пермяки) в 2002 году,  17 человек в 2010 году.     